# Psellidotus defectus
Psellidotus defectus är en tvåvingeart som först beskrevs av James 1952.  Psellidotus defectus ingår i släktet Psellidotus och familjen vapenflugor. Inga underarter finns listade i Catalogue of Life.